# Abel Fleury
Abel Fleury (Dolores, 5 de abril de 1903 - Buenos Aires, 9 de agosto de 1958) fue un guitarrista y compositor argentino.
"Estilo pampeano" y "Milongueo del ayer" son dos de sus temas más conocidos. El primero figura hace más de 40 años como composición obligatoria en la Escuela Musical de Tomsk (Siberia, Rusia), lugar en el que el autor jamás estuvo.

## Biografía
Hijo de Juana Peón, planchadora y de Eduardo Fleury, panadero entre otros oficios, su vocación musical nació a sus 11 años aproximadamente; y le solicitó a su madre que le comprara una guitarra. Las primeras lecciones de este instrumento las recibió justamente de su madre, quien le enseñó las primeras posiciones a través de una milonga. Avanzó en sus estudios teniendo por maestro a Froilán Rojas y más tarde al compositor Honorio Siccardi y Pascual Galeano, ambos de la ciudad de Dolores, con los que dio sus primeros pasos en el género. Perfeccionó sus estudios de guitarra con el maestro Domingo Prat.
A los 20 años abandonó la ciudad, residiendo en Mar del Plata, Tandil, Tres Arroyos, La Plata y Buenos Aires, dando conciertos con la asistencia de numeroso público.
Se casó con una joven llamada Natalia Arámbulo y de esta unión nació el 13 de diciembre de 1925 su primogénita Zulema Fleury, quien a la edad de 17 años, y por el consejo de su madre se recibe de concertista de guitarra. Zulema Fleury fue la única concertista de guitarra de su descendencia y la cual llevó el nombre de su padre con gran orgullo y respeto. La guitarra que perteneció al Señor Abel Fleury, hoy parte del museo en Dolores, fue obsequio de su hija Zulema, la cual fallece años más tarde en la ciudad de Buenos Aires.  
En 1933, buscando mejor suerte, se trasladó a Buenos Aires y gracias a una carta de presentación del conocido recitador criollo de la época, Lauro Viana, empezó a participar, haciendo el fondo musical, en los recitales poético-gauchescos de Fernando Ochoa. También, ya separado de Natalia Arámbulo, se unió a Nelis Guerra y así nacieron tres hijos: Estela Juana, María Del Carmen y Abel Eduardo.
La sociedad artística con Ochoa facilitó su conocimiento por el público y su contratación, no sólo como solista sino también como director de conjuntos de guitarras. Estos grupos a los que el poeta gauchesco Claudio Martínez Paiva denominó escuadrones, gozaron de gran popularidad y con ellos actúa Fleury en estaciones radiofónicas y en distintas salas de Buenos Aires y el interior del país. Los escuadrones, que llegaron a contar con cuarenta guitarras, fueron integrados por artistas que luego ocuparon lugares destacados en el ámbito de la música popular, como Héctor Ayala, Roberto Grela y Ubaldo de Lío, entre otros.
Paralelamente, Fleury continuó su actividad solista y alcanzó el registro discográfico, primero en el sello Odeón y luego en el Víctor o RCA Victor. Desde 1935 hasta 1954 grabó diez obras propias y un arreglo de Clavel del aire de Juan de Dios Filiberto. Alrededor de 1940 integró el Cuarteto Argentino de Música Popular con Pedro Maffia, Sebastián Piana y Alfredo Corletto, con este último realiza numerosas presentaciones, en especial en radiofonía.
El relativo éxito obtenido en espectáculos de música popular no lo disuadió de llevar a cabo una carrera como concertista de guitarra, actividad ésta que intentó organizando él mismo recitales en Buenos Aires y el interior del país. Tales espectáculos constaban habitualmente de tres partes: la primera integrada en su totalidad por obras del repertorio clásico de la guitarra: de autoría de Francisco Tárrega, Heitor Villa-Lobos, Fernando Sor, Dionisio Aguado, Manuel Ponce, Antonio Lauro, etc. y, a través de transcripciones, de Sylvius Leopoldus Weiss, Johann Sebastian Bach, Isaac Albéniz, Joaquín Malats, Wolfgang Amadeus Mozart, Ludwig van Beethoven, Frédéric Chopin, etc. Una segunda parte dedicada a un recital poético o a una representación teatral (En una ocasión, Mateo de Discépolo por la compañía de Homero Cárpena) y una tercera dedicada generalmente a su propia producción solística o para dúos, tríos y cuartetos de guitarras.
Sobre la base de ese formato, realizó giras por el interior del país, actuando en Córdoba, Río Negro, Santa Fe, Entre Ríos, Corrientes y la Provincia de Buenos Aires. A partir de 1948 inició sus viajes al exterior, primero a Chile y con posterioridad a Paraguay, Bolivia, Brasil y Uruguay (En este país mantiene una entrevista con el guitarrista, compositor y pedagogo Isaías Savio). Luego y gracias a un auspicio del Instituto Iberoamericano de Cultura de la Universidad de Madrid se presentó en España y más tarde en Francia, donde participó en conciertos en universidades.
Esa intensa actividad como intérprete no lo alejó de la composición, sino por el contrario, las creaciones que surgían de su pluma se iban incorporando al repertorio de sus conciertos. Según la planilla de SADAIC (Sociedad Argentina de Autores y Compositores) sus obras editadas alcanzan los treinta y tres títulos.
Tales composiciones integran desde mediados de la década de 1980 los programas de estudio de los conservatorios de la provincia de Buenos Aires, de la Ciudad de Buenos Aires y de numerosos conservatorios, universidades y escuelas de música del país y el extranjero.
Su obra es considerada de carácter académico dentro del nacionalismo musical argentino.
En cine actuó en Joven, viuda y estanciera (1941) y escribió la música para Santos Vega (1936).
De regreso de uno de esos viajes, a comienzos de 1958, empezó a sentir los síntomas de una enfermedad que rápidamente lo llevó a la muerte, acaecida en Buenos Aires el 9 de agosto de ese año. Sus restos fueron trasladados a la ciudad de Dolores, donde fue homenajeado como su hijo más distinguido.
Desde hace 30 años en la ciudad de Dolores, se realiza la Fiesta Nacional de la Guitarra en homenaje a Don Abel.